# کارل بهر
کارل بهر (انگلیسی: Karl Behr; ۳۰ مهٔ ۱۸۸۵ – ۱۵ اکتبر ۱۹۴۹) یک تنیس‌باز اهل ایالات متحده آمریکا بود.